# Liste der Mitglieder des Sächsischen Landtags in der Weimarer Republik (2. Wahlperiode)
Diese Liste gibt einen Überblick über die Mitglieder des Sächsischen Landtags in der Weimarer Republik vom 1. Dezember 1922 bis zum 12. Oktober 1926.
Die Wahlen zum 2. Sächsischen Landtag fanden am 5. November 1922 statt.

## Zusammensetzung
- KPD: 10
- SPD: 40
- DDP: 8
- DVP: 19
- DNVP: 19

- KPD: 9
- SPD: 18
- ASPD: 23
- DDP: 8
- DVP: 19
- DNVP: 19

| Fraktion | Sitze | Sitzverteilung ab dem 15. April 1926 |
| -------- | ----- | ------------------------------------ |
| SPD      | 40/41 | 18                                   |
| DNVP     | 19    | 19                                   |
| DVP      | 19    | 19                                   |
| KPD      | 10/9  | 9                                    |
| DDP      | 8     | 8                                    |
| ASPD     | 0     | 23                                   |
| gesamt   | 96    | 96                                   |

1. ↑  Die Abgeordnete Martha Schlag trat im Januar 1925 aus der KPD-Fraktion aus und wurde wenig später SPD-Mitglied.
2. ↑  Durch den Austritt der Abgeordneten Martha Schlag am 25. Januar 1925 verringerte sich die Fraktionsstärke der KPD.
3. ↑  Am 15. April 1926 gründete sich aus der SPD-Fraktion eine Fraktion von 23 auf dem sächsischen Landesparteitag der SPD am 25. März 1926 ausgeschlossenen SPD-Mitgliedern unter dem Namen „Alte Sozialdemokratische Fraktion“. Auslöser der Parteiausschlüsse war der sogenannte Sachsenstreit oder Sachsenkonflikt. Die Fraktion kann als Keimzelle der wenig später gegründeten Alten Sozialdemokratischen Partei Deutschlands angesehen werden, da führende Köpfe, unter anderem ihr Gründer Max Heldt, Fraktionsmitglieder waren.

## Präsidium
- Präsident des Landtags:
 Max Winkler (SPD)
- 1. stellvertretender Präsident:
 Wilhelm Bünger (DVP)
- 2. stellvertretender Präsident:
 August Eckardt (DNVP)
- Schriftführer:
 Max Mucker (SPD)
 Arthur Lieberasch (KPD)
- stellvertretende Schriftführer:
 Karl Oskar Wehrmann (DDP)
 Franz Herrmann (DVP)
 Karl Schnirch (SPD)
 Erich Rammelsberg (DNVP)

## Fraktionsvorsitzende
- Fraktion der SPD
 Robert Wirth bis April 1926
 Max Müller bis Januar 1924
 Arthur Arzt ab April 1926
- Fraktion der DNVP
 Johannes Hofmann
- Fraktion der DVP
 Johannes Hübschmann
 Fritz Kaiser
- Fraktion der KPD
 Paul Böttcher
- Fraktion des DDP
 Richard Seyfert

## Abgeordnete
| Name                     | Fraktion | Anmerkungen |
| ------------------------ | -------- | --- |
| Gotthold Anders          | DVP      | Fraktionsgeschäftsführer |
| Arthur Arzt              | SPD      | Fraktionsvorsitzender |
| Robert Bauer             | DNVP     | |
| Alfred Beck              | DVP      | |
| Emil Berg                | DNVP     | |
| Otto Berger              | SPD ASPD | ab dem 15. April 1926 Mitglied der neugegründeten ASPD-Fraktion                                                                           |
| Paul Bertz               | KPD      | Fraktionsschriftführer |
| Karl Bethke              | SPD ASPD | ab dem 15. April 1926 Mitglied der neugegründeten ASPD-Fraktion                                                                           |
| Moritz Beutler           | DNVP     | |
| Bernhard Blüher          | DVP      | |
| Robert Börner            | DNVP     | Fraktionsgeschäftsführer |
| Paul Böttcher            | KPD      | Fraktionsvorsitzender |
| Mily Bültmann            | DNVP     | |
| Wilhelm Bünger           | DVP      | 1. stellvertretender Landtagspräsident |
| Eva Büttner              | SPD ASPD | ab dem 15. April 1926 Mitglied der neugegründeten ASPD-Fraktion                                                                           |
| Ernst Castan             | SPD ASPD | ab dem 15. April 1926 Mitglied der neugegründeten ASPD-Fraktion                                                                           |
| Bernhard Claus           | DDP      | Fraktionsschriftführer |
| Julius Dehne             | DDP      | |
| Arthur Dennhardt         | SPD      | |
| Karl Eduard Donath       | DVP      | Mitglied ab dem 17. November 1925 für den ausgeschiedenen Abgeordneten Schneider                                                          |
| Karl Heinrich Drescher   | SPD ASPD | Fraktionsschriftführer ab dem 15. April 1926 Mitglied der neugegründeten ASPD-Fraktion                                                    |
| Johann Christian Eberle  | DNVP     | |
| August Eckardt           | DNVP     | 2. stellvertretender Landtagspräsident |
| Oskar Edel               | SPD      | |
| Richard Ellrodt          | KPD      | |
| Alfred Fellisch          | SPD      | |
| Alfred Franz             | SPD ASPD | ab dem 15. April 1926 Mitglied der neugegründeten ASPD-Fraktion                                                                           |
| Otto Max Gäbel           | KPD      | Mitglied ab dem 10. Dezember 1924 für den ausgeschiedenen Abgeordneten Zipfel                                                             |
| Ewald Glombitza          | KPD      | Mitglied ab dem 28. April 1925 für den ausgeschiedenen Abgeordneten Bertz                                                                 |
| Gustav Göldner           | SPD ASPD | ab dem 15. April 1926 Mitglied der neugegründeten ASPD-Fraktion                                                                           |
| Bruno Granz              | KPD      | |
| Georg Graupe             | SPD      | |
| Walter Grellmann         | DNVP     | Mitglied ab dem 14. Dezember 1922 nachgerückt für Oswin Schmidt                                                                           |
| Ernst Grube              | KPD      | Mitglied bis zum 9. Januar 1923; Mandatsniederlegung am 29. Dezember 1922                                                                 |
| Johannes Gündel          | DNVP     | |
| Oscar Günther            | DDP      | |
| Oskar Günther            | SPD ASPD | ab dem 15. April 1926 Mitglied der neugegründeten ASPD-Fraktion                                                                           |
| Anton Hagen              | SPD ASPD | ab dem 15. April 1926 Mitglied der neugegründeten ASPD-Fraktion                                                                           |
| Johannes Hartwig         | DVP      | Mitglied ab dem 17. November 1925 für den verstorbenen Abgeordneten Noack                                                                 |
| Max Heldt                | SPD ASPD | ab dem 15. April 1926 Mitglied der neugegründeten ASPD-Fraktion                                                                           |
| Franz Herrmann           | DVP      | am 4. Juni 1923 gestorben |
| Doris Hertwig-Bünger     | DVP      | Fraktionsschriftführerin |
| Hugo Hickmann            | DVP      | |
| Johannes Hofmann         | DNVP     | Fraktionsvorsitzender |
| Johannes Hübschmann      | DVP      | Fraktionsvorsitzender |
| Max Jähnig               | DDP      | Mitglied ab dem 28. Februar 1924 für den ausgeschiedenen Abgeordneten Reinhold                                                            |
| Fritz Kaiser             | DVP      | Fraktionsvorsitzender |
| Hermann Kastner          | DDP      | |
| Ludwig Kaula             | DNVP     | |
| Karl Kautzsch            | SPD      | |
| Walter Köhler            | SPD ASPD | Mitglied ab dem 8. November 1924 für den verstorbenen Abgeordneten Sachse ab dem 15. April 1926 Mitglied der neugegründeten ASPD-Fraktion |
| Emil Krahner             | SPD      | Mitglied ab dem 1. November 1923 für den ausgeschiedenen Abgeordneten Pudor                                                               |
| Otto Kretschmar          | DNVP     | |
| Otto Kühn                | SPD ASPD | ab dem 15. April 1926 Mitglied der neugegründeten ASPD-Fraktion                                                                           |
| Hugo Kuntzsch            | DNVP     | |
| Friedrich Langhorst      | SPD ASPD | ab dem 15. April 1926 Mitglied der neugegründeten ASPD-Fraktion                                                                           |
| Arno Leithold            | DNVP     | ausgeschieden am 24. Januar 1924 |
| Arthur Lieberasch        | KPD      | |
| Hermann Liebmann         | SPD      | stellvertretender Fraktionsvorsitzender                                                                                                   |
| Walter Lippe             | DVP      | |
| Edmund Meinel-Tannenberg | DVP      | |
| Bernhard Menke           | SPD      | |
| Linus Mitschke           | DVP      | |
| Max Mucker               | SPD      | |
| Hermann Müller           | SPD ASPD | ab dem 15. April 1926 Mitglied der neugegründeten ASPD-Fraktion                                                                           |
| Max Müller               | SPD ASPD | ab dem 15. April 1926 Mitglied der neugegründeten ASPD-Fraktion stellvertretender Fraktionsvorsitzender                                   |
| Otto Nebrig              | SPD      | |
| Konrad Niethammer        | DVP      | 2. Fraktionsvorsitzender |
| Ernst Noack              | DVP      | am 14. September 1925 gestorben |
| Alexander Pagenstecher   | DNVP     | |
| Richard Pudor            | SPD      | ausgeschieden am 21. Oktober 1923 |
| Erich Rammelsberg        | DNVP     | |
| Peter Reinhold           | DDP      | 2. Fraktionsvorsitzender, ausgeschieden am 9. Februar 1924                                                                                |
| Rudolf Renner            | KPD      | |
| Emil Arthur Röllig       | DVP      | |
| Max Sachs                | SPD      | |
| Hugo Sachse              | SPD      | Sommer 1924 verstorben |
| Otto Schembor            | SPD ASPD | ab dem 15. April 1926 Mitglied der neugegründeten ASPD-Fraktion                                                                           |
| Walter Schiffmann        | DVP      | Fraktionsschriftführer |
| Martha Schilling         | SPD      | |
| Marie Martha Schlag      | KPD/SPD  | Mitglied ab dem 9. Januar 1923, nachgerückt für Ernst Grube am 20. Januar 1925 Austritt aus der KPD-Fraktion                              |
| Oswin Schmidt            | DNVP     | am 7. Dezember 1922 verstorben |
| Iselin Schmidt           | DVP      | |
| Richard Schmincke        | KPD      | Mitglied ab dem 5. Mai 1925 für den ausgeschiedenen Abgeordneten Ernst Schneller                                                          |
| Rudolph Schneider        | DVP      | ausgeschieden am 17. November 1925 |
| Ernst Schneller          | KPD      | Fraktionsschriftführer Mandatsniederlegung am 24. Februar 1925                                                                            |
| Karl Schnirch            | SPD ASPD | ab dem 15. April 1926 Mitglied der neugegründeten ASPD-Fraktion                                                                           |
| Max Schreiber            | DNVP     | |
| Otto Schurig             | SPD ASPD | ab dem 15. April 1926 Mitglied der neugegründeten ASPD-Fraktion Fraktionsschriftführer                                                    |
| Albert Schwarz           | SPD      | |
| Richard Seyfert          | DDP      | Fraktionsvorsitzender |
| Johannes Siegert         | DNVP     | |
| Robert Siewert           | KPD      | 2. Fraktionsvorsitzender |
| Friedrich Strube         | SPD ASPD | ab dem 15. April 1926 Mitglied der neugegründeten ASPD-Fraktion                                                                           |
| Hermann Tempel           | SPD      | Mitglied ab dem 24. November 1923 für den ausgeschiedenen Abgeordneten Zeigner                                                            |
| Elise Thümmel            | SPD      | |
| Alfred Troll             | DNVP     | Mitglied ab 7. Februar 1924 für den ausgeschiedenen Abgeordneten Leithold                                                                 |
| Arthur Ulbrich           | DVP      | Mitglied ab dem 12. Juni 1923 für den verstorbenen Abgeordneten Herrmann                                                                  |
| Hermann Voigt            | DVP      | |
| Ernst Völkel             | SPD ASPD | ab dem 15. April 1926 Mitglied der neugegründeten ASPD-Fraktion                                                                           |
| Helene Wagner            | SPD ASPD | ab dem 15. April 1926 Mitglied der neugegründeten ASPD-Fraktion                                                                           |
| Kurt Weckel              | SPD      | |
| Karl Oskar Wehrmann      | DDP      | |
| Maximilian Weigel        | DDP      | |
| Max Winkler              | SPD ASPD | ab dem 15. April 1926 Mitglied der neugegründeten ASPD-Fraktion Präsident des Landtags                                                    |
| Robert Wirth             | SPD ASPD | ab dem 15. April 1926 Mitglied der neugegründeten ASPD-Fraktion Fraktionsvorsitzender                                                     |
| Erich Zeigner            | SPD      | ausgeschieden am 24. November 1923 |
| Otto Ziller              | DNVP     | im September 1926 aus der DNVP-Fraktion ausgetreten                                                                                       |
| Otto Zipfel              | KPD      | ausgeschieden am 10. Dezember 1924 |